# Петар Смиљанић
Петар Смиљанић је био српски арамбаша рођен у Лици у месту Удбина. Петар је прешао у Далмацију заједно са своја четири сина Матом, Јованом, Филипом и Илијом. У Далмацији је постао млетачки поданик. 

## Борбе против Турака
Петар се највише истако у заузимању Земуника, Новиграда, Обровца, Надина, Вране. Петар је такође у августу 1647. године предводио напад својих коњаника на Грачац у Лици, који је том приликом био запаљен. Исте године Петар је разорио мост на ријеци Крки (мост Незвен), који су Турци поново подигли. Због својих ратних заслуга провидур Фасцоло именовао га је главним свих ускочких буковачких Срба, дајући му уједно овлашћење да може пресуђивати у мањим међусобним споровима повјерених му Срба. 

### Смрт
Задњи Петров подвиг био је напад на Рибник у Лици. Руководилац подухвата био је кнез Поседарски. Петар је заповједао одредом од 1000 људи, а његов син Илија четом од 100 људи. У тој борби (1648), погинуло је више десетина људи, а међу њима и Петар Смиљанић.